# ديفيد ماكنزي رايت
ديفيد ماكنزي رايت هو سياسي كندي، ولد في 11 فبراير 1874 في كندا، وتوفي في 24 أغسطس 1937. حزبياً، نشط في حزب كندا المحافظ. وقد انتخب عضو مجلس العموم الكندي.